# Loopdidoo
Loopdidoo (Grabouillon) è una serie animata 3D francese, basata sul fumetto Grabouillon di Alexis Nesme; la serie è trasmessa in Francia su France 5 e in Italia su Rai Yoyo e Rai 2.

## Trama
La serie racconta la storia del cane bull terrier Loopdidoo che vive con la sua padroncina Petunia, e degli altri personaggi: Oodles, il suo rivale, Basil e Gladys, amici di Petunia, la gallina Gwendaylin e altri.

## Personaggi e doppiatori
- Loopdidoo: doppiato da Daniele Raffaeli. È il protagonista della serie. È un cane giallo con macchie nere (bull terrier); è un combinaguai, e spesso viene sgridato dalla padroncina Petunia, ma in fondo è un cane simpatico e dolce.
- Petunia: doppiata da Letizia Ciampa. È la padroncina di Loopdidoo; ha i capelli neri e si muove spesso a bordo di un triciclo rosa. È una ragazzina paziente e comprensiva.
- Basil: doppiato da Monica Vulcano. È uno degli amici di Petunia; ha i capelli biondi. Gli piace inventare oggetti, facendo spesso disastri.
- Oodles: doppiato da Alessio De Filippis. È il gatto viola di Basil e il rivale del protagonista Loopdidoo; non gli piace fare il bagno come tutti i gatti. È arrogante e un po' prepotente, ma a volte si rivela un buon amico.
- La signora Talpa: doppiata da Mariadele Cinquegrani. È una talpa marrone con gli occhiali che abita sottoterra, si lamenta sempre di tutti guai che combina Loopdidoo e cerca sempre di vendicarsi.
- Zig-Zag: doppiato da Barbara Pitotti. È un piccione strabico beige che non sa ancora volare, per questo quando ci prova sbatte sempre contro qualcosa.
- Gladys: doppiata da Emanuela Damasio. È una degli amici di Petunia, ha i capelli arancioni. È ricchissima e si sposta a bordo di una piccola automobile.
- La famiglia Pulcettini, doppiati da Alessandro Quarta per la voce del padre, Paola Valentini per la voce della madre, Gabriele Caprio che dà la voce al figlio e Ilaria Latini che dà la voce alla figlia. Sono le pulci rosse di Loopdidoo che abitano sul pelo del protagonista, ma vogliono cambiare casa, perciò spesso scappano cacciandosi in mille guai, infatti sono sempre costretti a ritornare.

## Sigla
Nella versione italiana del cartone la sigla è interpretata da Barbara Sacchelli.